# Nacka församling
Nacka församling är en församling i Värmdö kontrakt i Stockholms stift. Församlingen ligger i Nacka kommun i Stockholms län och utgör ett eget pastorat.

## Administrativ historik
Församlingen bildades 1 maj 1887 när Sicklaödelen ur Danviks hospital och Sicklaö församling gick samman med Nacka-Erstaviks kapellförsamling. 1 maj 1913 bröts Saltsjöbadens församling ut. Hammarby gård och delar av Sickla och Henriksdal överfördes till Stockholms stad och Enskede församling 1930.
Församlingen var till 1899 annexförsamling i Huddinge pastorat för att därefter utgöra ett eget pastorat.

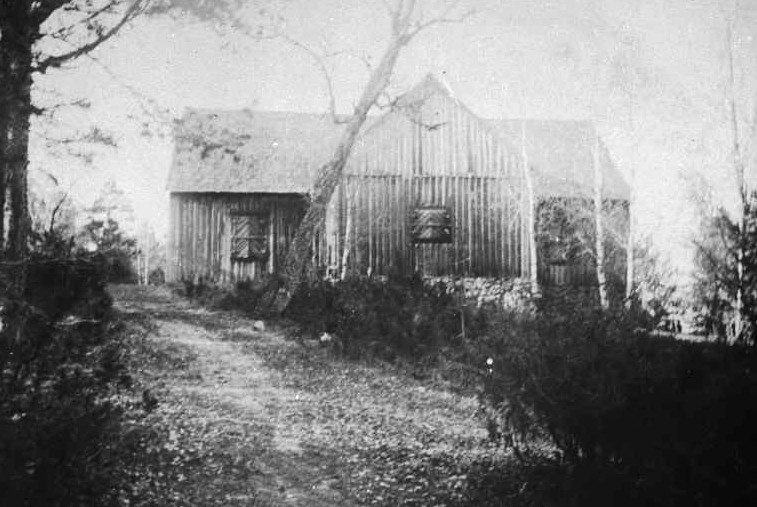
Nackas gamla kapell 1894, uppfört 1697 vid Nackaån.

## Areal
Nacka församling omfattade den 1 januari 1976 en areal av 51,9 kvadratkilometer, varav 49,2 kvadratkilometer land.

## Organister
| Ämbetstid | Namn                      | Levnadstid | Övrigt    |
| --------- | ------------------------- | ---------- | --------- |
| 1953–1964 | Karl-Erik Walter Liefeldt | 1914–      | Organist. |

## Kyrkor
- Nacka kyrka
- Fisksätra kyrka
- Älta kyrka
- Danvikshems kyrka (kyrksal)
- Forumkyrkan